# قرد الجبل
قرد الجبل ويُسمَّى أيضاً ديل مونتي (بالإسبانية: Monito del Monte)‏ وتعني قرد الجبل الصغير وهو جرابي صغير لا يوجد في أيِّ مكان بالعالم إلا بجنوب غرب أمريكا الجنوبية (تشيلي والأرجنتين). هذا الحيوان ليليُّ النشاط ويقضي مُعظم وقته على الأشجار متعلِّقاً بذيله القابض، وهو يأكل الحشرات والفواكه بصورةٍ رئيسية ويعيش في غابات الخيزران الشيلية وبغابات فالديفيا المطيرة المعتدلة جنوب الأنديز. يعتبر هذا الكائن النوع الوحيد الباقي على قيد الحياة من رُتبة قرود الجبل، وكذلك النوع الوحيد الذي يعيش في الأمريكيَّتين من مجموعة الجرابيات الأسترالية.